# بال ۵۰۹ بمب
بال ۵۰۹ بمب (انگلیسی: 509th Bomb Wing) یک واحد از نیروی هوایی ایالات متحده آمریکا است که به فرماندهی تهاجم جهانی نیروی هوایی، اختصاص داده شده است و تحت امر نیروی هوایی هشتم فعالیت می‌کند. این واحد در پایگاه هوایی وایت‌من، در ایالت میزوری مستقر است.
بال ۵۰۹ بمب واحد میزبان در پایگاه هوایی وایتمن است و بمب‌افکن‌های رادارگریز بی-۲ را اداره می‌کند. این واحد می‌تواند پروازهای جنگی را مستقیماً از میسوری به هر نقطه‌ای از جهان انجام دهد و با بارهای زیادی از مهمات سنتی یا هدایت دقیق با دشمنان درگیر شود.
پیشینه شکل‌گیری این یگان به گروه عملیاتی ۵۰۹ که هم‌اکنون زیرمجموعه این بال است بازمی‌گردد که فعالیت خود را تحت عنوان گروه ۵۰۹ کامپوزیت در طول جنگ جهانی دوم، آغاز کرد و دو بمب افکن بوئینگ بی-۲۹ سوپرفورترس متعلق به آن، دو بمب اتمی را در ژاپن رها کردند که به پایان جنگ در جبهه اقیانوس آرام انجامید.
اسکادران ۵۰۹ هوایی، راه را برای اولین واکنش نظامی آمریکا پس از حملات تروریستی به شهر نیویورک و واشینگتن دی سی در ۱۱ سپتامبر ۲۰۰۱ هموار کرد. بمب‌افکن‌های بی-۲ اولین هواپیماهای آمریکایی بودند که در اکتبر ۲۰۰۱ وارد حریم هوایی افغانستان شدند و راه را برای سایر هواپیماهای ائتلاف برای درگیری با نیروهای طالبان و القاعده هموار کردند. در طول این عملیات، این هواپیما از میسوری به صورت رفت و برگشت پرواز کرد و ماموریت‌های جنگی بیش از ۴۰ ساعت را ثبت کرد، که طولانی‌ترین زمان ثبت شده برای یک عملیات هوایی است.